# Lorenzo Fragola
Lorenzo Fragola (nacido el 26 de abril de 1995) es un cantautor italiano. Saltó a la fama después de ganar la octava serie del concurso de talentos X Factor. Su canción ganadora, "The Reason Why", debutó en la cima de la italiana Singles Chart, y más tarde fue certificado doble platino por la Federación de la Industria Musical Italiana.
Fragola compitió tanto en el 65º y 66º Festival de Música de Sanremo, la realización de las canciones "Siamo uguali" y "Infinito volte", y colocados de décimo y quinto, respectivamente. Su álbum de debut 1995, publicado en Italia el 31 de marzo de 2015, y su seguimiento, Zero Gravity (2016) debutó en la cima de la italiana Albums Chart.

## Biografía

### 1995-2012: Primeros años
Lorenzo Fragola nació en Catania, Sicilia, el 26 de abril de 1995. Sus padres se divorciaron cuando él tenía tres años. Desde entonces, vivía con su madre y su hermano.
Su interés por la música fue alentado por su padre, que toca el piano. Como un niño, Fragola comenzó a tomar lecciones de música, y posteriormente entró en un coro. A pesar de escribir canciones desde un par de años, él se negó a cantar a un público hasta que cuando tenía 17 años, cuando compuso e interpretó una canción de un musical basado en la película Shakespeare in Love.
Después de completar la escuela secundaria, Fragola se trasladó a Bolonia, donde comenzó a estudiar Artes, la Música y el Entretenimiento.

### 2013-14:Factor X
En 2013, hizo una prueba para X Factor, pero no pudo pasar de la primera selección. intentó una vez más para entrar en la competencia en el 2014, cuando interpretó la canción de Domenico Modugno" "Cosa sono le nuvole" y su propia canción "The Reason Why".
 Como resultado, fue elegido como uno de los concursantes de la octava edición de X Factor. Mencionado por el italiano rapero Fedez, Fragola llegó a la final de la competencia y, el 11 de diciembre de 2014, fue anunciado el ganador, superando al subcampeón Madh.
Su premio fue un contrato de grabación con Sony Music, con un valor declarado de los 300.000€.

## Discografía

### Álbumes de estudio
| Título       | Detalles del álbum                                                        | Pico de la tabla de posiciones | Certificaciones |
| Título       | Detalles del álbum                                                        | ITA                            | Certificaciones |
| ------------ | ------------------------------------------------------------------------- | ------------------------------ | --------------- |
| 1995         | - Lanzamiento: 31 de marzo de 2015 - Sello: RCA - Formatos: CD, descarga  | 1                              | - FIMI: Oro     |
| Zero Gravity | - Lanzamiento: 11 de marzo de 2016 - Sello: RCA - Formatos: CD, descarga  | 1                              | - FIMI: Oro     |
| Bengala      | - Lanzamiento: 27 de abril de 2018 - Label: Sony - Formatos: CD, descarga | 4                              |                 |

### EPs
| Título          | Detalles del álbum                                                                        | Pico de la tabla de posiciones | Certificaciones |
| Título          | Detalles del álbum                                                                        | ITA                            | Certificaciones |
| --------------- | ----------------------------------------------------------------------------------------- | ------------------------------ | --------------- |
| Lorenzo Fragola | - Lanzamiento: 12 de diciembre de 2014 - Label: Sony BMG - Formatos: CD, descarga digital | 11                             |                 |

### Sencillos

#### Como artista principal
| "The Reason Why"                                                      | 2014 | 1  | - FIMI: 2× Platino | Lorenzo Fragola |
| "Siamo uguali"                                                        | 2015 | 8  | - FIMI: 2× Platino | 1995            |
| "El Resto"                                                            | 2015 | —  |                    | 1995            |
| "#fuori c'è il sole"                                                  | 2015 | 5  | - FIMI: 3× Platino | 1995            |
| "Infinito volte"                                                      | 2016 | 7  | - FIMI: Platino    | Zero Gravity    |
| "Luce che entra"                                                      | 2016 | —  | - FIMI: Oro        | Zero Gravity    |
| "D improvviso"                                                        | 2016 | 42 | - FIMI: Platino    | Zero Gravity    |
| "Bengala"                                                             | 2018 | 58 |                    |                 |
| "—" denota sencillos que no entraron en las listas o no se publicaron |      |    |                    |                 |

#### Como artista invitado
| Solo                                                                 | Año  | Pico de la tabla de posiciones | Pico de la tabla de posiciones | Certificaciones    | Álbum |
| Solo                                                                 | Año  | ITA                            | SWI                            | Certificaciones    | Álbum |
| -------------------------------------------------------------------- | ---- | ------------------------------ | ------------------------------ | ------------------ | ----- |
| "L'esercito del selfie" (Takagi y Ketra con Lorenzo Fragola y Arisa) | 2017 | 4                              | 53                             | - FIMI: 2× Platino |       |

### Otras canciones
| Canción               | Año  | Pico de la tabla de posiciones | Álbum o EP     |
| Canción               | Año  | ITA                            | Álbum o EP     |
| --------------------- | ---- | ------------------------------ | -------------- |
| "Impossible"          | 2014 | 52                             | The Reason Why |
| "Cosa sono le nuvole" | 2014 | 60                             | The Reason Why |

## Premios y nominaciones
| Año  | Premio                            | Nominación                   | Trabajo | Resultado |
| ---- | --------------------------------- | ---------------------------- | ------- | --------- |
| 2015 | Nickelodeon Kids' Choice Awards   | Cantante Italiano Favorito   | Himself |           |
| 2015 | MTV Premios de la Música italiana | Mejor Artista Revelación     | Himself |           |
| 2015 | Premios Medimex                   | Mejor Álbum De Debut         | 1995    |           |
| 2016 | Onstage Awards                    | Italiano Talentos del Futuro | Himself |           |
| 2016 | Onstage Awards                    | Mejor Fanbase                |         |           |
| 2016 | MTV Premios de la Música italiana | Lo Mejor De Italia Masculina | Himself |           |